# El Jorobado (película de 1943)
El jorobado es una película de drama mexicana de 1943 escrita y dirigida por Jaime Salvador y protagonizada por Jorge Negrete, Gloria Marín y Adriana Lamar.

## Sinopsis
La película cuenta la historia de un jorobado (interpretado por Jorge Negrete) que presencia la muerte a traición de su mejor amigo y jura vengarlo, aunque sea lo último que haga.
- Datos: Q5825420